# Camellia cylindracea
Camellia cylindracea là một loài thực vật có hoa trong họ Theaceae. Loài này được T.L.Ming mô tả khoa học đầu tiên năm 1994.